# 도도홋케촌
도도홋케촌(일본어: 椴法華村)은 일본 홋카이도 오시마 지청 가메다군에 있던 촌이다. 2004년 12월 1일 가메다군 도이정, 에산정, 가야베군 미나미카야베정과 함께 하코다테시에 편입되었다.  태평양에 면한 어촌으로, 편입되기 전까지 오랫동안 도내에서 가장 작은 면적의 자치단체였다

## 지리
도도반도 남동부, 가메다반도 동단에 위치한다. 도도반도 최동단에 위치한 에야마 곶은 태평양으로 돌출되어 있어 전망이 좋아 관광지로도 유명하다. 곶 근처 구 에야마초와의 경계에는 활화산인 에산(618m)가 우뚝 솟아 있고, 해안 근처에는 온천(미즈나시해변온천)이 솟아있다.
마을 면적의 80%가 산림으로, 산지가 바다에 가까워 평지가 적고 해안을 따라 취락이 형성되어 있다.

## 역사
- 1919년 4월 1일 - 가야베군 아사쓰베촌이 분촌해 2급 정촌제가 시행으로 가메다군 도도홋케촌이 성립하였다.
- 2004년 12월 1일 - 도도홋케촌은 폐기되었고, 하코다테시에 편입되었다.

## 교통

### 도로
- 국도 제278호선